# یواس‌اس والس (دی‌دی-۲۵۷)
یواس‌اس والس (دی‌دی-۲۵۷) (به انگلیسی: USS Welles (DD-257)) یک کشتی بود که طول آن ۹۵٫۸۱ متر (۳۱۴٫۳ فوت) بود. این کشتی در سال ۱۹۱۹ ساخته شد.